# National Archives and Records Administration

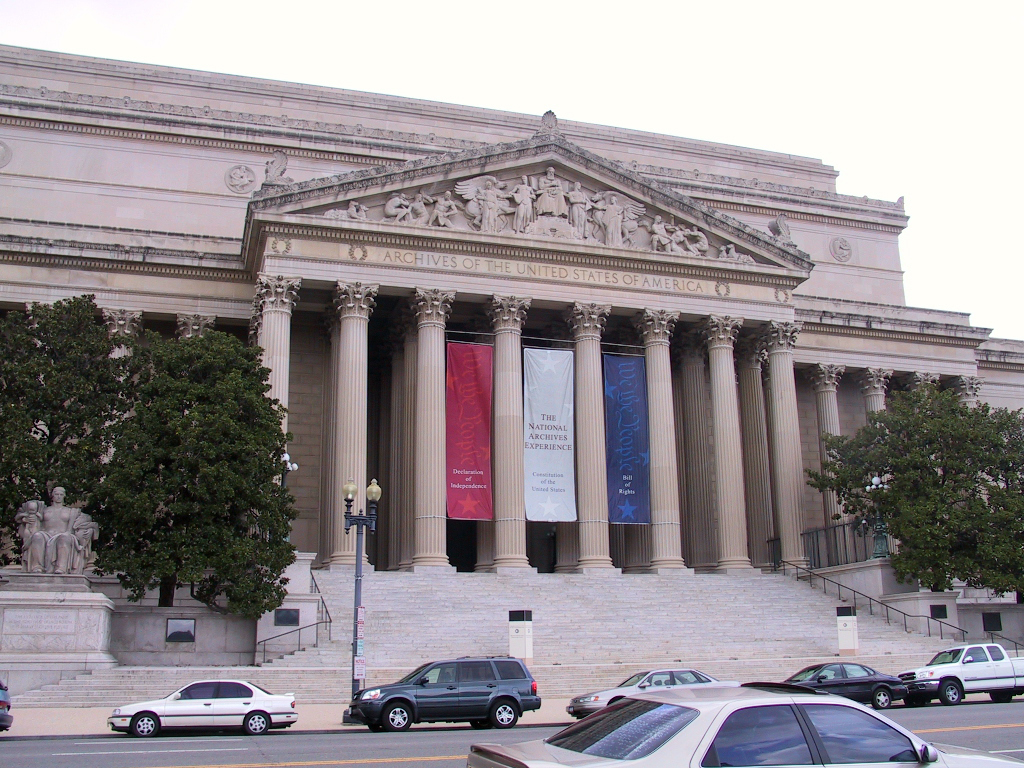
La façana de l'edifici de l'Administració Nacional d'Arxius i Registres, en Constitution Avenue.

La National Archives and Records Administration, també coneguda pel seu acrònim NARA en anglès (en català Administració Nacional d'Arxius i Registres) és una agència independent adscrita al Govern federal dels Estats Units, que protegeix i documenta els registres governamentals i històrics. Procura que l'accés públic a aquests documents sigui tan gran com sigui possible. La NARA és responsable de publicar les actes del Congrés dels Estats Units, proclamacions presidencials, ordres executives i regulacions federals. L'agència està encarregada de facilitar les recerques d'estudiosos.

## Història
Originalment, cada branca i agència del govern dels Estats Units era responsable de mantenir els seus propis documents, i aquest sistema sovint donava lloc a la pèrdua i destrucció d'arxius. El 1934, el Congrés va crear l'Administració Nacional de Documents amb la finalitat de centralitzar la cura dels arxius federals. El seu cap administrador rep el títol d'«arxivista dels Estats Units». El 1949, l'Administració Nacional d'Arxius es va incorporar a l'Administració General de Serveis, però el 1985 es va convertir en una agència independent, coneguda com a NARA (National Archives and Records Administration: Administració Nacional d'Arxius i Registres dels Estats Units).
La majoria dels documents a cura de la NARA són de domini públic, ja que els treballs del Govern federal estan exclosos de la protecció de drets d'autor. No obstant això, alguns documents que han entrat a cura de la NARA des d'altres fonts podrien encara estar protegits per drets d'autor o acords de donant. L'administració NARA també emmagatzema documents classificats i els monitors de la seva Oficina de Vigilància de Seguretat d'Informació estableixen la política que correspon a la classificació de seguretat del sistema de Govern nord-americà.
Els documents de la NARA estan classificats en grups documentals, que reflecteixen el departament governamental o agència del qual provenen. Els arxius inclouen documents en paper, microfilms, fotogrames, vídeos i mitjans electrònics.
Molts dels documents més sol·licitats de l'administració NARA sovint són utilitzats per a recerques genealògiques. Això inclou els censos des de 1790 fins a 1930, així com llistes de passatgers de vaixells i documents de nacionalització.

## Instal·lacions i exposició

### Edifici de l'Administració Nacional d'Arxius

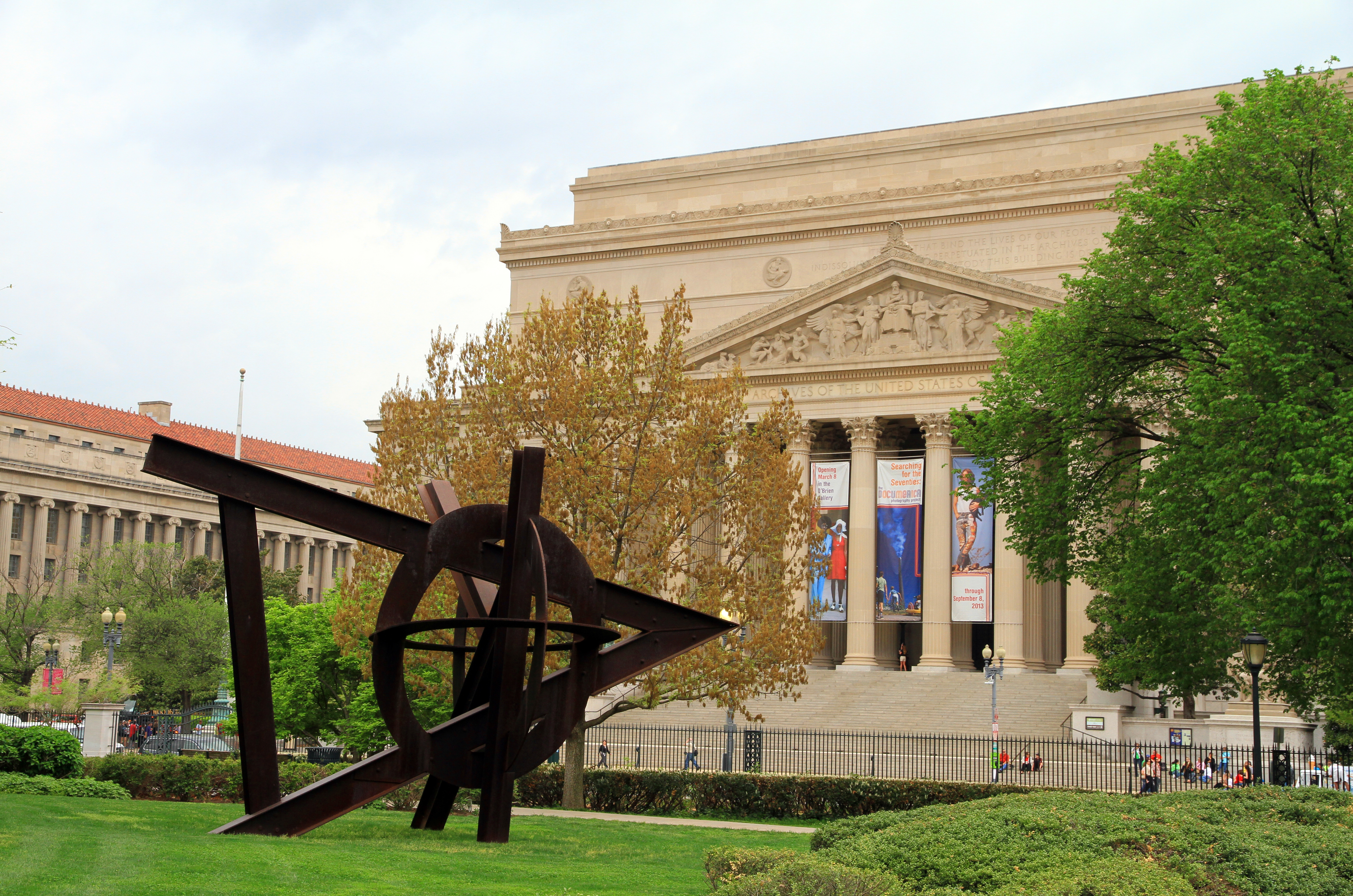
Arxius dels Estats Units.

L'Edifici dels Arxius Nacionals, conegut de manera informal com Archives I, està situat al nord del National Mall, a la Constitution Avenue (a la ciutat de Washington i va ser la seu central original de la institució. Inaugurat el 1835, alberga les còpies originals dels tres documents de la formació dels Estats Units i del seu Govern:
- La Declaració d'Independència dels Estats Units d'Amèrica, de 4 de juliol de 1776.
- La Constitució dels Estats Units, de 17 de setembre de 1787.
- La Declaració de Drets de la Constitució dels Estats Units, de 15 de desembre de 1791.

Així com una Carta magna confirmada per Eduard I d'Anglaterra el 1297, que es va presentar com a cortesia de la Fundació Perot. Aquests documents estan exposats al públic a la sala principal dels Arxius Nacionals, anomenada Rotonda dels Furs de la Llibertat. Les fotografies amb flaix dels documents estan prohibides perquè els flaixos poden deteriorar-los amb el temps. No hi ha cap línia per veure els documents individualment (encara que hi ha una línia per creuar la mateixa rotonda, és una exhibició parcial lateral a través de la línia on es conserva la Carta Magna) en els Arxius Nacionals i als visitants se'ls permet caminar de document en document segons vulguin.
L'Edifici dels Arxius Nacionals també mostra altres importants documents històrics dels Estats Units com la Compra de la Louisiana i la Proclamació d'Emancipació, així com col·leccions de fotografies i altres artefactes nord-americans històricament i culturalment significatius.

### Arxius Nacionals a College Park

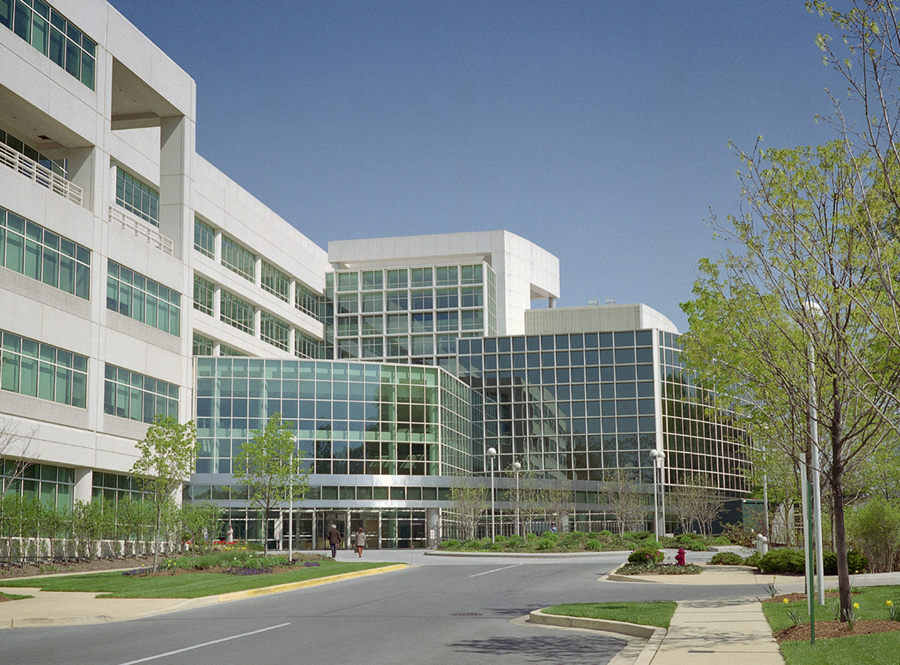
Instal·lació de la NARA en el College Park, pertanyent a la Universitat de Maryland.

A causa de les limitacions d'espai, el 1994 la NARA va obrir una segona instal·lació, coneguda de manera informal com Archives II, al campus del College Park de la Universitat de Maryland. Les dues institucions s'ocupen de múltiples iniciatives.

### Instal·lacions Regionals
També hi ha dotze instal·lacions d'Arxius Regionals en tota la Unió, i les dues grans instal·lacions de Sant Luis (Missouri) constitueixen el National Personnel Records Center. No obstant això, l'Edifici dels Arxius Nacionals al centre de Washington continua tenint una col·lecció d'enregistraments tan gran com tots els Censos Federals d'enregistraments existents, llistes de passatgers de vaixells, enregistraments d'unitats militars des de la Guerra de la Independència dels Estats Units fins a la Guerra filipino-estatunidenca, enregistraments del Govern Confederat i els enregistraments del Freedmen's Bureau, de pensions i propietats.

### Biblioteques presidencials
L'administració NARA també manté les Biblioteques Presidencials dels Estats Units, una xarxa nacional de biblioteques que conserven i obren al
públic documents dels Presidents dels Estats Units des de Herbert Hoover. Les Biblioteques Presidencials inclouen:
- Biblioteca i Museu Presidencial de Herbert Hoover a West Branch (Iowa).
- Biblioteca i Museu Presidencial de Franklin D. Roosevelt a Hyde Park (Nova York).
- Biblioteca i Museu Presidencial de Harry S. Truman a Independence (Missouri).
- Biblioteca i Museu Presidencial de Dwight D. Eisenhower a Abilene (Kansas).
- Biblioteca i Museu Presidencial de John F. Kennedy a Boston (Massachusetts).
- Biblioteca i Museu Presidencial de Lyndon B. Johnson a Austin (Texas).
- Biblioteca i Museu Presidencial de Richard Nixon a Yorba Linda (Califòrnia).
- Biblioteca Presidencial de Gerald R. Ford a Ann Arbor (Míchigan).
- Biblioteca i Museu Presidencial de Jimmy Carter a Atlanta (Geòrgia).
- Biblioteca i Museu Presidencial de Ronald Reagan a Simi Valley (Califòrnia).
- Biblioteca i Museu Presidencial de George H. W. Bush a College Station (Texas).
- Biblioteca i Museu Presidencial de William J. Clinton a Little Rock (Arkansas).

Els Arxius Nacionals mantenen un Projecte de Materials Presidencials de Nixon en la instal·lació d'Archives II, a College Park, Maryland. El "Projecte Nixon" va transferir el 2007 tot el seu material a la Biblioteca i Museu Presidencial de Richard Nixon, a Yorba Linda (Califòrnia).

### Controvèrsia de 2006 sobre la reclassificació
Al març de 2006, va ser revelat (per part dels arxivistes dels Estats Units) en una audiència pública, un memoràndum de conciliació entre l'administració NARA i diverses agències governamentals que existien per "reclassificar", per exemple, van renunciar a publicar certs documents en nom de la seguretat nacional i ho van fer de manera que els investigadors no poguessin descobrir el procés.

### Aliança amb Google
El 24 de febrer de 2006, l'administració NARA va llançar una nota de premsa anunciant una iniciativa conjunta amb l'empresa nord-americana Google per digitalitzar i oferir en format electrònic els vídeos de NARA de manera gratuïta.

### Altres aliances
El 10 de gener de 2007, l'administració NARA i l'empresa Footnote van llançar un projecte per digitalitzar documents històrics i proporcionar-los en línia.
El 30 de juliol de 2007, l'administració NARA va anunciar que posaria milers de documents històrics disponibles a la venda a través de la subsidiària d'Amazon.com, CreateSpace (antiga CustomFlix), especialitzada en la distribució de DVD, CD i llibres sota demanda.

## Arxivista dels Estats Units
L'arxivista dels Estats Units és l'oficial cap de supervisió d'operacions de la NARA (Administració Nacional d'Arxius i Registres dels Estats Units). El primer arxivista, R. D. W. Connor, va començar a servir el 1934, quan el Congrés dels Estats Units va crear els Arxius Nacionals. Els arxivistes van servir com a oficials subordinats en altres agències governamentals fins que l'Administració Nacional d'Arxius i Documents dels Estats Units va arribar a ser una agència independent l'1 d'abril de 1985.